# Александър Георгиев (художник)
Вижте пояснителната страница за други личности с името Александър Георгиев.
Александър Георгиев е български художник и педагог.

## Биография
Роден е през 1940 г. в София. През 1968 г. завършва висше образование в Художествената академия в Берлин – Вайсензе, със специалност Живопис. През 1987 г. прави квалификация по висша педагогика в Лайпцигския университет. През 1983 г. става доцент във Висшето училище по техника и икономика в Берлин, специалност Дизайн. Пенсионира се през 1997 г. като професор.
През 2005 г. е награден в Берлин с почетна грамота и плакет За принос в развитието и популяризирането на българската култура.
Негова съпруга е Регине Георгиев, моден дизайнер.
Умира на 12 юли 2012 г. в дома си в Хохеншонхаузен.